# Jurva
Jurva è stato un comune finlandese di 4 434 abitanti, situato nella regione dell'Ostrobotnia meridionale. Il comune è stato soppresso nel 2009 e accorpato a Kurikka.